# Harry Harrison
Harry Harrison, cuyo nombre real es Henry Maxwell Dempsey (Stamford, Connecticut, 12 de marzo de 1925-Brighton, 15 de agosto de 2012), fue un escritor, ideolingüista y esperantista estadounidense y autor de ciencia ficción. Colaboró en varias revistas, por ejemplo, durante el primer ciclo de Venture Science Fiction.
Vivió en distintas partes del mundo, como México, Inglaterra, Irlanda, Dinamarca e Italia. Fue destacado impulsor del Esperanto, tanto que este lenguaje aparece en sus novelas y especialmente en las series Stainless Steel Rat y Deathworld. Fue también presidente honorario de la Asociación Esperantista Irlandesa y miembro de otras asociaciones similares de otras partes del mundo. Prestó servicio en las Fuerzas Aéreas del Ejército de los Estados Unidos durante la Segunda Guerra Mundial como instructor y mecánico de artillería.

## Biografía
Harry Harrison nació en el año 1925 en Stamford, Connecticut. La madre de Harrison, Ria (de apellido Kirjassoff), nació en Riga (Letonia), entonces parte de la URSS y era de origen judío. Su padre era Henry Leo Dempsey, nacido en Oneida, de madre irlandesa,  se cambió el nombre a Harrison poco después de que Harry naciera. Su familia se trasladó después a Brooklyn, y luego a otro barrio de Nueva York, Queens, donde Harrison creció y fue a la escuela. Al ser hijo único y solitario por naturaleza, Harrison prefería pasar su tiempo libre leyendo revistas pulp: títulos de guerra, guerra aérea, historias de ferrocarriles, Doc. Savage, Operator 5, The Spider y, lo mejor de todo, ciencia ficción. El interés de Harrison por la ciencia ficción le llevó al fandom a los 13 años: en noviembre de 1938 se convirtió en uno de los 14 miembros fundadores de la sección de Queens de la Liga de Ciencia Ficción. La liga había sido lanzada por el editor Hugo Gernsback como una forma de promover la ciencia ficción. Harrison escribió una carta a la revista Captain Future, que se publicó bajo el título Favors Time-Travelling en el número de otoños de 1940. Y su dibujo de un robot se publicó en el número de mayo de 1941 del fanzine Sun Spots.
Tras graduarse en el instituto de Forest Hills en 1943, Harrison pertenecía a lo que él llama la clase "sin esperanza": al estar en plena guerra, se enfrentaban al reclutamiento inmediato a los 18 años. Para asegurarse un puesto en el Cuerpo Aéreo, Harrison pasó las semanas previas a su reclutamiento asistiendo a la Eastern Aircraft Instrument School de Nueva Jersey, una estación de reparación aprobada por el gobierno en la que se convirtió en un mecánico de instrumentos de aviación certificado. Harrison fue reclutado por el Cuerpo Aéreo del Ejército de los Estados Unidos y enviado a Lowry Field en Denver, Colorado. En Lowry Field, Harrison recibió formación como especialista en miras de cañón motorizadas y computarizadas, donde aprendió la teoría de la computación y cómo utilizar y reparar el Sperry Mark 1, el ordenador secreto que estaba detrás del visor de bombas Norden. En 1944, Harrison fue enviado a la base del Cuerpo Aéreo en Laredo, Texas, donde los artilleros fueron entrenados para disparar ametralladoras de calibre cincuenta dirigidas por ordenador. Su trabajo, originalmente, consistía en mantener el ordenador Sperry en funcionamiento, pero rápidamente se encontró con que era responsable de una variedad de tareas, incluyendo hacer de armero, conductor de camión  e instructor de artillería. Como resultado de sus habilidades con las armas, fue galardonado con la medalla de Tirador. Fue durante su estancia en el ejército cuando Harrison se interesó por el "idioma universal", el esperanto. Tras ser licenciado en febrero de 1946, Harrison tuvo dificultades para readaptarse a la vida civil, y pasó varios meses tratando de averiguar qué quería hacer.
Harrison comenzó un curso de arte en el Hunter College de Nueva York, donde se convirtió en alumno del destacado pintor estadounidense John Blomshield. Harrison dejó la clase, pero siguió estudiando en privado con Blomshield durante dos años. Al mismo tiempo, asistió a la Escuela de Caricaturistas e Ilustradores, aprovechando los derechos del soldado. Burne Hogarth - "el tipo que dibujó a Tarzán"- fue el primer instructor de Harrison, y conoció a muchos artistas que serían muy conocidos en el campo del cómic, como Wallace Wood. La asociación entre Harrison y Wood duró algo así como tres años, durante los cuales dibujaron cientos de páginas de cómics, la mayoría de las cuales no eran destacables, salvo sus esfuerzos conjuntos para EC comics. 
En 1951 conoció a Joan Merkler, era diseñadora de vestidos y bailarina de ballet. Se casaron en junio de 1954 con quien tuvo dos hijos, Todd y Moira y con la que vivió desde su unión en Nueva York en 1954 hasta su muerte, en 2002, debido a un cáncer.
Un viaje a Irlanda, hizo que los Harrison la convirtieran en su hogar permanente durante más de veinte años. Harfrison falleció el 15 de agosto de 2012 (87 años) en Brighton, East Sussex, Inglaterra, Reino Unido

## Trayectoria
En realidad, Harrison se vio limitado hasta cierto punto por su propia opinión sobre sus capacidades, considerándose a sí mismo, durante los primeros años de su carrera, como "el más inculto de los escritores", como resultado, al menos en parte, de una educación secundaria en los años 40 en la que la apreciación literaria no era una asignatura fuerte.

## Premios y reconocimientos
En 1990, Harrison fue invitado de honor profesional en la ConFiction, la 48.ª Convención Mundial de Ciencia Ficción, celebrada en La Haya (Países Bajos), junto con Joe Haldeman y Wolfgang Jeschke.
Fue incluido en el Salón de la Fama de la Ciencia Ficción y la Fantasía en 2004. Y fue seleccionado por la Asociación de Escritores de Ciencia Ficción y Fantasía de Estados Unidos para recibir el premio Damon Knight Memorial Grand Master de 2009, gracias a su larga y dilatada carrera plagada de numerosos éxitos.

## Obras
- ¡Hagan sitio!, ¡hagan sitio! (1966). Make Room! Make Room! Barcelona, Acervo.
- Mundo muerto. Death World. Barcelona, Cenit, 1962
- Universo cautivo (1969). Captive Universe. Barcelona, Verón, 1974
- En nuestras manos las estrellas (1970). In Our Hands, the Stars. Barcelona, Verón, 1972
- El invasor del tiempo (1972). The Stainless Steel Rat Saves the World. Buenos Aires, Emecé, 1975
- Catástrofe en el espacio (1976). Barcelona, Ultramar, 1978
- Al oeste del Edén (1984). Libros de gallos, 1984.
- La utopía de Turing (1992). Junto con Marvin Minski. Editorial Atlántida, 1993.

Serie Bill, el héroe galáctico
- Bill, héroe galáctico (1965)
- Bill en el planeta de los esclavos robot (1989). Bill the Galactic Hero 1. The Planet of the Robot Slaves. Barcelona, Grijalbo, 1993